# 韋斯帕夏諾科雷亞
韋斯帕夏諾科雷亞是巴西南大河州的一个市镇。总面积113.887平方公里，总人口1973人，人口密度17.3人/平方公里。